# Charmilles Stadium
Lo stadio Charmilles è stato uno stadio di Ginevra, Svizzera. Utilizzato prevalentemente per partite di calcio, era in grado di ospitare 9.250 persone. Venne costruito nel 1930 per la Coppa delle Nazioni 1930 e chiuso nel 2002 prima dell'apertura dello Stade de Genève. Nel corso del Campionato mondiale di calcio 1954, ha ospitato cinque partite.